# 中選區制
中選區制（日语：／ Chūsenkyokusei），是直到1994年的日本眾議院選舉中已在一個被用於選區的選舉制度，從選舉一人以上（約3至5人），在當時一共有129個選區。1996年起日本眾院改為並立制。

## 简介
中選區代表選舉約3至5人，更多人的稱為大選區（5人以上）。
選舉制度造就55年體制，日本自由民主黨長期可以單獨執政和一黨獨大，直至1993年才終結，日本社會黨成為長期第一大在野黨。中選區制使自民黨長期掌握國會參眾兩院的多數席次，但也難以獲得能夠單獨推動修憲的三分之二的席次，掌握超過三分之一席次的反對派得以制衡自民黨，但也難以執政。1993年後，自民黨和社會黨組成大聯合政府，兩黨把選舉制度成為並立制，維持至今。不過這種制度容易造成政治活動效率的降低及冷淡化，使得眾議院在2014年時達到投票率最低點。
這段期間只有一個單一選區，即奄美群岛选举区。

## 相关
多數複數選區都有類似制度，同樣也使當多數黨長期維持穩定多數等。

## 外部連結
- 中選挙区制区割り （页面存档备份，存于）
- 衆議院選挙中選挙区制「復活」区割りシミュレーション （页面存档备份，存于）
- 中選挙区制度に戻せ（ブログ） （页面存档备份，存于）